# Akutni postoperativni bol
Akutni postoperativni bol jedan je od oblika bola koji se javlja nakon hirurški tertiranih bolesnika, neposredno nakon operativne procedure. Sa fiziološkog stanovišta, bol je normalan biološki odgovor organizma na svaku traumu jer, predstavlja znak da je telesni, anatomski i funkcionalni integritet organizma narušen.
Kako je operativni zahvat neka vrsta traume tkiva, od izuzetnog je značaja adekvatna kontrola postoperativnog bola koja određuje kada bolesnik može biti otpušten sa bolničkog lečenja i kada se može vratiti svojim svakodnevnim aktivnostima. 
U sprečavanju postoperativnog bola može se koristiti; medikamentozna terapija, blokovi nerava, centralni neuroaksijalni blokovi i druge alternativne metode lečenja.

## Način prenosa i karakter postoperativnog bola
Prenos informacija o bolu, od periferije do kore mozga, zavisi od integrativnih procesa u kičmenoj moždini, moždanom stablu i strukturama somatosenzorne kore, prefrontalnog i limbičkog afektivnog regiona. Njihovom aktivacijom zapravo se generiše osećaj bola.
Bol je senzorno i emocionalno iskustvo na koje mogu da utiču sledeći činioci:
- fiziološki,
- afektivni,
- senzorni,
- kognitivni,
- sociokulturni i
- faktori ponašanja.

U takvim, izmenjenim fiziološkim uslovima bol uvek ima i subjektivnu dimenziju, koja zavisi od:
- individualnog praga,
- tolerancije, svakog organizma na bol,
- pola,
- uzrasta (životne dobi) i
- kulturnog miljea u kome bolesnik živi.

Intenzitet i karakter bola može se povremeno menjati kod iste osobe i u funkciji je:
- vremena,
- raspoloženja,
- trenutnih aktivnosti,
- psihofizičkog stresa i
- opšteg zdravstvenog stanja,[3][4]

## Patofiziologija bola
Sa patofiziološkog aspekta opisuju se dve vrste bola, akutni i hronični.
Akutni bol — koji je najčešće trenutan, sa kratkim trajanjem i obično zahteva hirurški ili neodložni medikamentozni tretman.
Hronični bol — je dugotrajni oblik bola koji perzistira najčešće preko tri meseca. On može biti relativno konstantan kao što je to slučaj npr. kod rekurentnnog bola u trbuhu, ili se javlja u različitim vremenskim intervalima. Za nastanak hroničnog bola su posedbno bitne neke hemijske supstance kao npr. bradikinin, serotonin, histamin, kalijum, acetilholin, dok prostaglandini i druge supstance ne izazivaju direktno bol, ali mogu pojačavati osetljivost receptora za bol.
Postoperativni bol — je po svojoj prirodi subjektivni, neprijatni oseć aj, koji nastaje nakon oštećenja tkiva i trbušnih organa operativnom traumom, ili prethodi njegovom predstojećem oštećenju, usled psiholoških uzroka. Postopeartivni bol mogu izazvati mehanički, termički i hemijski faktori tokom operativnog zahvata. 
Brzi bol — obično je izazvan mehaničkim i termičkim nadražajima,
Spori bol — mogu izazvati sve tri grupe nadražaja. Za nastanak hroničnog bola su posedbno bitne neke hemijske supstance kao npr. bradikinin, serotonin, histamin, kalijum, acetilholin, dok prostaglandini i druge supstance ne izazivaju direktno bol, ali mogu pojačavati osetljivost receptora za bol.

### Regioni kore mozga odgovorni za percepciju bola
Za nastanak bola potreban je stimulus, kao i receptor da taj stimulus primi. Receptori za bol su slobodni nervni završeci (senzitivna vlakna za bol), čijim se nadraživanjem javljaju električni impulsi koji se mnogobrojnim nervnim putevima prenose u centre za bol u nervnom sistemu preko živaca. Bolne nadražaje u tkivima registruju receptori za bol koji spadaju u grupu neadaptivnih receptori, jer za razliku od većine ostali receptora (za miris, ukus) koji posle nadražaja gube sposobnost da dalje šalju impulse, receptori za bol nastavljaju da i posle nadražaja šalju impulse. Čak se i brzina slanja električnih impulsa iz ovih receptora može i povećati, tako da intenzitet bola može vremenom rasti, sve dok se ne otkloni uzrok.
Impulsi iz kože trbuha i parijetalnog peritoneuma (trbušne maramice) prenose se preko cerebrospinalnog nervnog puta u zadnje korenove ganglija kičmene moždine u kojima završavaju svi senzorni putevi. Tu se impulsi prebacuju u drugi neuron čija se jedra nalaze u zadnjem rogu kičmene moždine. U spinalnim ganglijama kičmene moždine smeštene su bipolarne ćelije (neuroni prvog reda za prenos bola). Bipolarne ćelije sadrže dva nastavka: periferni (to su u stvari vlakna A-δ i C), koji se završavaju slobodnim nervnim završecima (receptori za bol) i centralni koji ulaze u zadnje rogove kičmene moždine i tu stupaju u kontakt preko sinapsi sa raznim neuronima u zadnjim rogovima kičmene moždine. Glavni neurotransmiteri u ganglijskim sinapsama su supstanca P, glutamat i ATP.
Neki od navedenih neurona su interneuroni. Oni imaju ulogu da povezuju druge neurone. Tako na primer interneuroni povezuju motorne neurone sa neuronima koji učestvuju u prenosu bola. Kao posledica tih veza javljaju se razni odbrambeni refleksi, kao i brojni vegetativni reflesksi  (vazokonstrikcija krvnih sudova i porast krvnog pritiska) 
U drugu grupu neurona (neuroni drugog reda) spadaju neuroni koji učestvuju u daljem prenošenju bola. I kod njih postoje rezlike između puta prenošenja brzog i sporog bola. Vlakna brzog puta završavaju se u laminama (slojevima) I a spora u slojevima II i V kičmene moždine.
Tu se impulsi prebacuju u drugi neuron čija se jedra nalaze u zadnjem rogu kičmene moždine, prelaze ne suprotnu stranu i idu do spoljnjeg spinotalamičnog trakta, gde prelaze u zadnji centralni nukleus talamusa. Odavde se impulsi odašilju preko trećeg neurona u postcentralnu areu kore mozga. Visceralna aferentna vlakna koja ulaze u zadnji koren kičmene moždine zajedno sa somatskim nervima, su tanka i nemijelinizovana zato se nadražaje sporije širi i neodređeniji je nego preko cerebrospinalnih vlakana sa kože i parijetalnog peritoneuma. Iz toga proizilazi da nagao i oštar bol, koji nastaje zbog rastezanja i/ili stezanja organa trbušne duplje dolazi iz cerebrospinalnog puta za razliku od tupog visceralnog bola.

### Putevi prenošebja bola
U zavisnosti od karakter bola (akutni, hronični) putevi kojim se prenosi bol su različiti i dele se na brze i spore.
Brzi (akutni) bol i vlakna brzog bola
Brzi (akutni) bol prenosi se nervnim vlaknima tipa A-δ do senzitivnih ganglija kičmene moždine, brzinom prenošenja impulsa od 6 do 30 m/s. Vlakna brzog bola smeštena su u lamini I u čijim sinpsama se nalaze vlakna brzog bola koja su povezana sa neuronoma drugog reda za prenošenje bola. Od njih polaze duga vlakna koja prelaze na suprotnu stranu kičmene moždine kroz prednju komisuru prostiru se u okviru spinotalamičkog i spinoretikularnog puta kroz prednji deo kičmene moždine sve do talamusa odnosno do retikularne formacije. U talamusu se nalaze neuroni trećeg reda koji dalje prenose informacije do kore velikog mozga. Ovaj sistem je bitan za svesno osećanje bola i njegovo jasno lokalizovanje. U ovom delu talamusa završava se i sistem za prenos taktilnog osećaja (dodira), što verovatno igra ulogu u lokalizaciji bola.
Spinoretikularni put se završava u retikularnoj formaciji. Nadražavanjem ove formacije pojačava se osećaj budnosti. Retikularna formacija ima ulogu u održavanju stanja budnosti mozga. Takođe u ovoj formaciji dolazi i do povezivanja sa limbičkim sistemom i čeonim režnjem što igra ulogu u javljanju i pamćenju neprijatnih osećaja bola.
Spori bol i vlakna sporog bola
Spori bol se prenosi vlaknima tipa C, koja nemaju mijelinski omotač, brzinom između 0,5 i 2 m/s. Vlakna sporog bola završavaju se pretežno u lamini II i III zadnjih rogova kičmene moždine. Ovaj deo se zove i želatinska supstanca (lat:substancia gelatinosa). Tu se impulsi prenose na neurone drugog reda. Nervna vlakna ovih neurona takođe prelaze na suprotnu stranu kičmene moždine i prostiru se njenim prednjim delom.
Spori putevi bola se završavaju široko (difuzno) u moždanom stablu. Samo se mali deo vlakana završava u talamusu, Najčešće se zavrčavaju u: retikulanoj formaciji moždanog stabla, tektalnoj oblasti mezencefalona (srednji mozak) i periakvaduktalnoj sivoj masi (masi koja okružuje Silvijev akvedukt). Ove strukture igraju ulogu u osećanju mučnog, slabo lokalizovanog bola. Bolovi se mogu otprilike lokalizovati na široke delove tela: ruka, noga, stomak, ali bez tačnog mesta. Ovaj put je dosta stariji i zove se paleospinostalamički put bola, za razliku od neospinotalamičkog puta brzog bola.
U procesu nastajanja bola pored napred navedenih centralnih i perifernih mehanizma nervnog sistema, učestvuje i čitav niz drugih endogenih i egzogenih činilaca (emocije, kultura, religija, ranije stečena iskustva, lekovi i dr). Tako se može zaključiti zašto intenzitet i percepcije bola nije u srazmeri sa jačinom prostoj draži koja ga izaziva.

## Terapija
Multimodalna analgezija je najbolja metoda lečenja bola zasnovana na primeni nesteroidnih antiinflamatornih lekova jedan čas pre operacije, blokiranju aferentnih neurona, infiltraciji kože lokalnim anestetikom pre incizije, administraciju opioida perioperativno, ubrizgavanju lokalnog anestetika u peritonealnu šupljinu uz redovnu infuzionu terapiju tečnostima i elektrolitima.
Adekvatna postoperativna kontrola bola primenom multimodalne analgezije omogućava da se bolesnik što ranije otpusti sa bolničkog lečenja i vrati svojim redovnim životnim aktivnostima i poslu.
Za suzbijanje postoperativnog bola (u multimodalnoj analgeziji) može biti primenjena; medikamentozna terapija, blokovi nerava, centralni neuroaksijalni blokovi i alternativne metode.

### Medikamentozna (farmakološka) terapija bola
| Ključne tačke u lečenju bola. |
| - Procena bola je integralni deo njegovog zbrinjavanja. - Nivo jačine bola određuje vrstu analgetika. |
| - Farmakološki tretman je osnova u lečenju, ali individualno prilagođen, racionalan i izbalansiran. - Neadekvatan izbor analgetika, visoke doze ili neadekvatna kombinovana terapija mogu dovesti do neželjenih dejstava.                                                                                                 |
| - Neselektivni COX inhibitori i koksibi treba da se daju u najnižoj efektivnoj dozi i najkraće moguće vreme. - Jaki opioidi kao monoterapija i kao kombinovana terapija razmatraju se kod bola jakog intenziteta. - Opiodni analgetici nisu uvek najbolji, a NSAIL nisu uvek siguran analgetički izbor.                   |
| - Neuropatska komponenta bola mora biti procenjena, jer među lekarima postoji nedovoljan nivo svesnosti o prisustvu ovog bola, razlikama između nociceptivnog i neuropatskog bola i specifičnostima lečenja. |
| - Multimodalna analgezija podrazumeva primenu više analgetičkih sredstava i metoda, koje sinergistički obezbeđuju, kako superiorno otklanjanje bola, tako i manje neželjenih efekata. - Primena nefarmakoloških metoda je integralni deo multimodalnog zbrinjavanja                                                       |
| - Kod žena koje su normalno uhranjene intenzitet akutnog postoperativnog bola je veći u odnosu na gojazne žene uz primenu multimodalne analgezije, za razluku od normalno uhranjenih muškaraca kod kojih je intenzitet akutnog postoperativnog bola manji u odnosu na gojazne muškarce uz primenu multimodalne analgezije |

Medikamentozna terapija akutnog postoperativnog bola može da se sprovode upotrebom intermitentnih bolus doza analgetika i blokova perifernih nerava, a mogu da se koriste i pumpe za kontrolu bola (engl. PCA-Patient Control Analgesia) i kontinuirani centralni neuroaksijalni blokovi.
Medikamentozna terapija postoperativnog bola može biti:
Konvencionalna terapija bola
Ova terapija zasnovana je na primeni nesteroidnih antiinflamatornih lekova (NSAIL), paracetamola i opiodnih analgetika. Prema preporukama Svetske Federacije Društva Anesteziologa u suzbijanju najjačih bolova koriste se jaki opioidi u obliku injekcija ili lokalni anestetici. Na sledećoj nižoj lestvici su peroralni opioidi, a za najslabije bolove primenjuje se Aspirin i NSAIL.
Perioperativna analgezija se uobičajeno izvodi opioidnim analgeticima, čija masovna upotreba može izazvati brojna neželjena dejstava: pospanost, sedaciju, adepresiju disanja,mučninu, povraćanje, svrab, retenciju mokraće, ileus (vezana creva) i opstipacija (zatvora).
Primena velikih bolus doze ili kontinuirane infuzija potentnih opioidnih analgetika može izazvati porast intenziteta postoperativnog bola zbog brze eliminacije ili razvoja akutne tolerancije, koja zahteva primenu većih doza ili promenu analgetika.
Upotreba većih doza opioidnih analgetika može dovesti i do depresije resipratornog centra, dok ukoliko se koriste niže doze, analgezija može biti neadekvatna. Slično opiodima i parcijalni opioidni agonisti imaju slična neželjena dejstva.
Nekonvencionalna terapija bola
Ova vrsta terapije zasnovana je na primeni druge grupe lekova, npr. antikonvulziva. Neka ispitivanja dokazuju da se
npr. upotrebom metoda elektroterapije smanjuje ne samo subjektivni doživljaj bola, već i nivoi bioloških markera za bol i proinflamatornih citokina, a povećava nivo serum beta endorfina.

### Nefarmakološko terapija bola
U sklopu multidisciplinarnog zbrinjavanja bola i koncepta multimodalne analgezije, za uspešno lečenje neophodno je da farmakološke pristupe prati i nefarmakološka podrška: fizioterapijske metode i metode kognitivno bihevioralne terapije (CBT).
Kombinacijom više metoda ostvaruje se otklanjanje bola i postiže duže održavanje takvog stanja. U tom smislu česta je primena metoda „zatvaranja vrata“ ZRKM: TENS, kao i akupunktura.

## Napomene
1. ↑  Porast osetljivosti za bol zove se hiperalgezija.

## Literatura
- El Abd O, Amadera JED. Low back strain or sprain. In: Frontera WR, Silver JK, Rizzo TD Jr, eds. Essentials of Physical Medicine and Rehabilitation: Musculoskeletal Disorders, Pain, and Rehabilitation. 3rd ed. Philadelphia, PA: Elsevier Saunders; 2015:chap 48.
- Goertz M, Thorson D, Bonsell J, et al. Institute for Clinical Systems Improvement. Adult acute and subacute low back pain. 2015.
- Malik K, Benzon HT. Low back pain. In: Benzon HT, Rathmell JP, Wu CL, Turk DC, Argoff CE, Hurley RW, eds. Practical Management of Pain. 5th ed. Philadelphia, PA: Elsevier Mosby; 2014:chap 21.

## Spoljašnje veze
- Lečenje hroničnog bola - brošura

|  | Molimo Vas, obratite pažnju na važno upozorenje u vezi sa temama iz oblasti medicine (zdravlja). |